# Depot 5

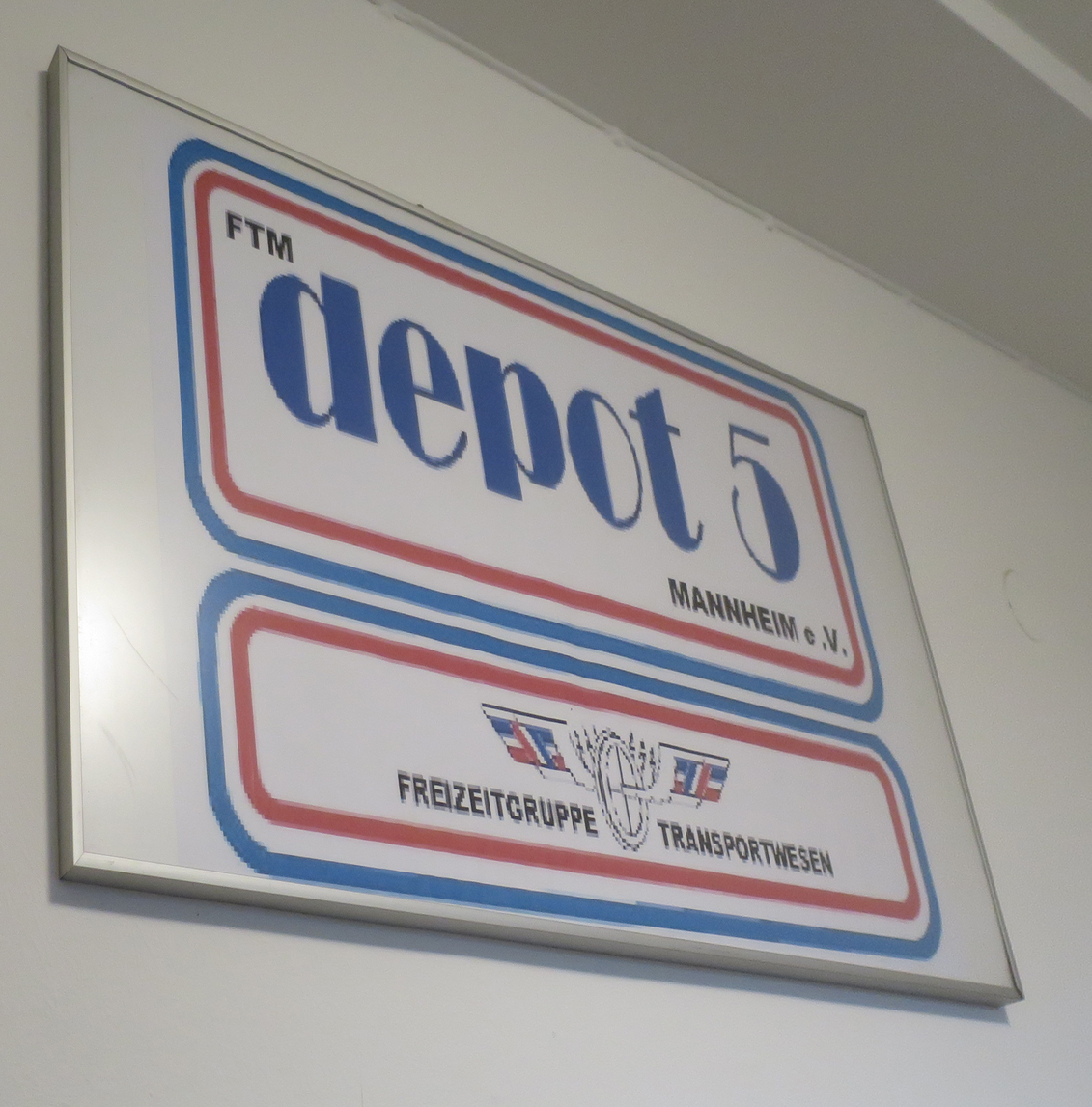
Logo

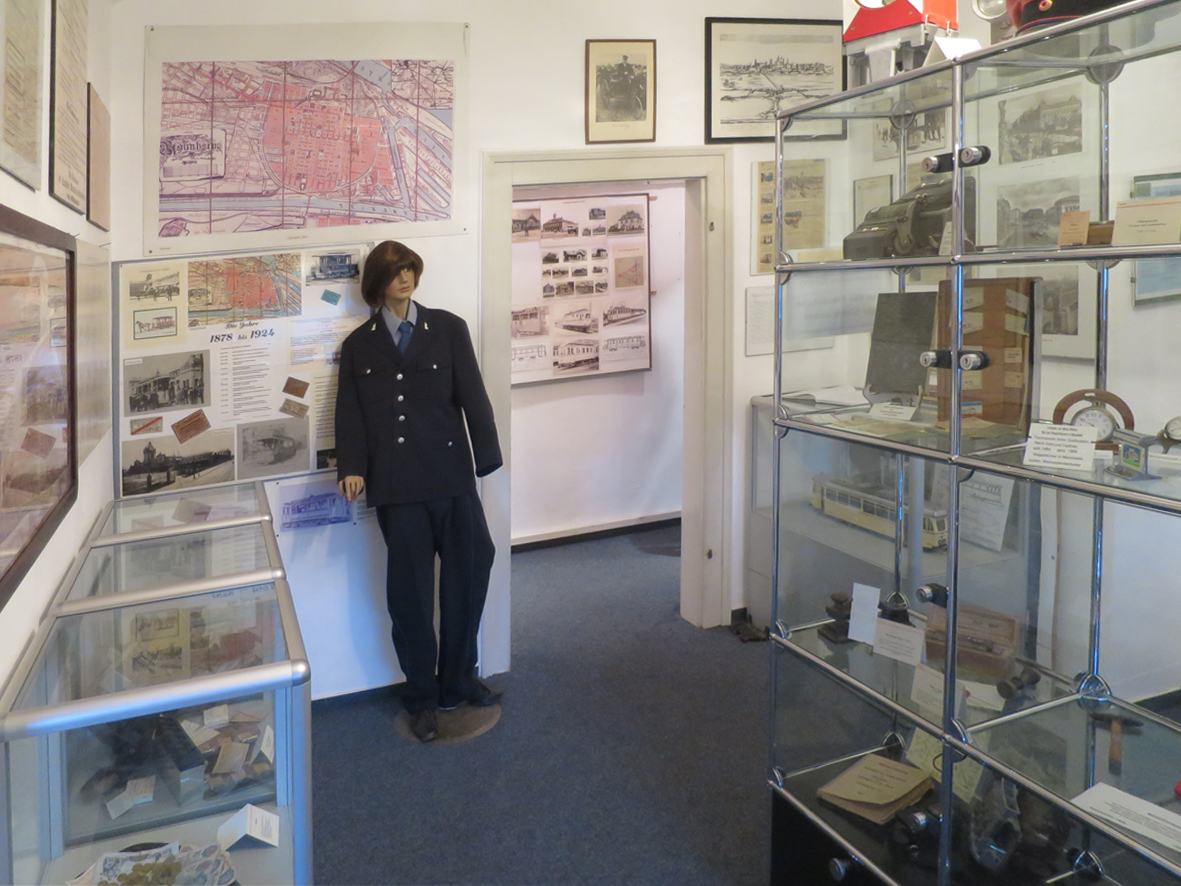
Ausstellungsraum

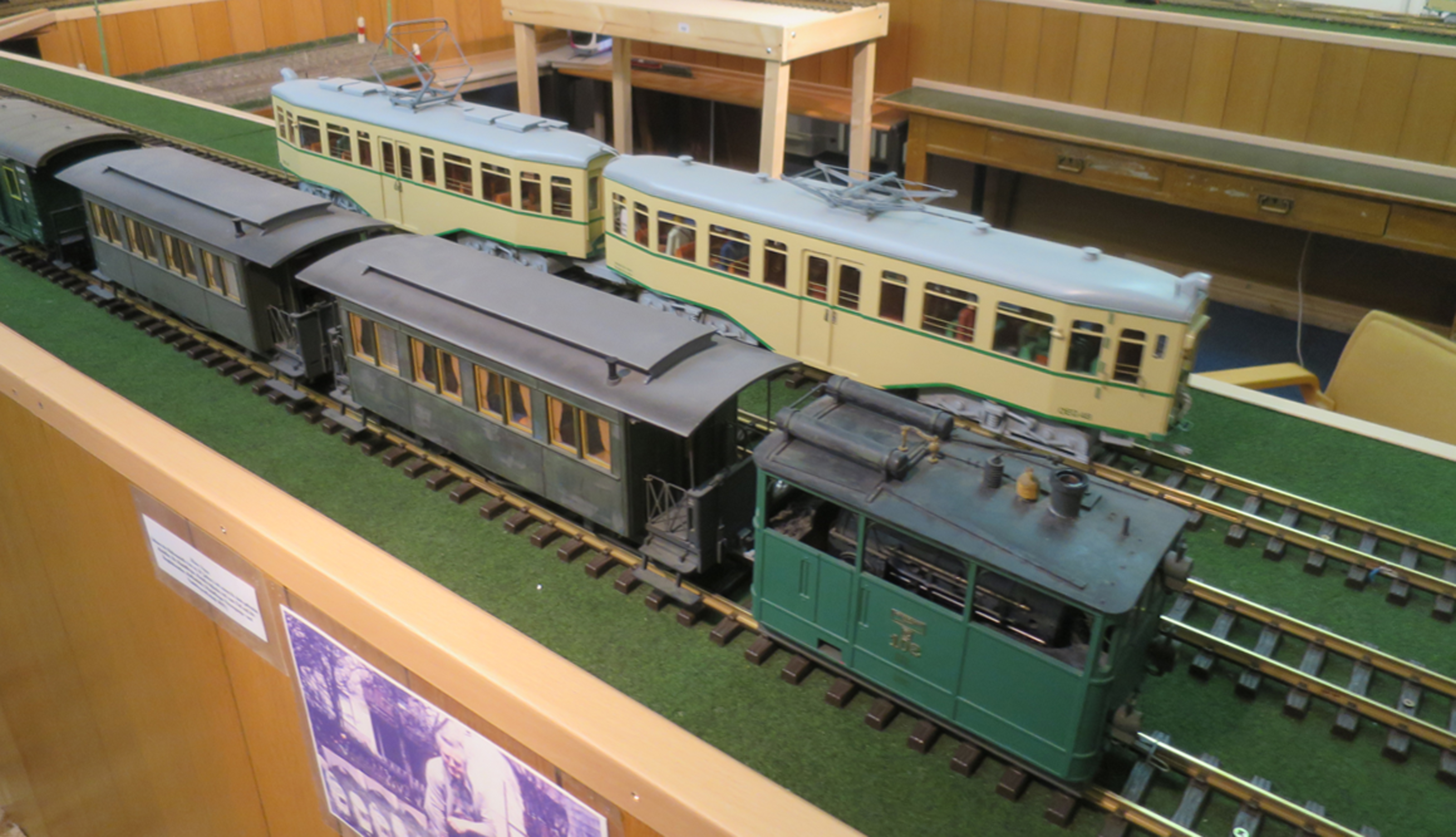
LGB-Anlage

Das Depot 5 ist ein Verkehrsmuseum in Mannheim.

## Geografische Lage
Das Museum befindet sich auf einer Etage eines Verwaltungsgebäudes, des „Roten Ochsen“, das zum Straßenbahndepot in der Möhlstraße gehört.

## Geschichte
Das Museum liegt in der Trägerschaft des FTM-Depot 5 Rhein-Neckar e. V. Der Verein wurde 1985 gegründet und war seit 1986 als Freizeitgruppe von den damaligen Verkehrsbetrieben Mannheim anerkannt. 2003 hat der Verein das Museum eröffnet. Die Räume stellt heute die Rhein-Neckar-Verkehr GmbH zur Verfügung. Das Museum versteht sich als Museum der Verkehrsbetriebe.

## Sammlung
Die Sammlung erstreckt sich zeitlich auf Zeugnisse aus der Geschichte des schienengebundenen öffentlichen Nahverkehrs aus dem Rhein-Neckar-Raum. Der Schwerpunkt liegt bei der Geschichte der Bahnen in Mannheim (Pferdebahn, Straßenbahn Mannheim, OEG). Es gibt eine Präsentation zum Aerobus, der zur Bundesgartenschau 1975 in Mannheim fuhr, und auf einer kleinen LGB-Anlage werden Modelle von Straßenbahnfahrzeugen der genannten Verkehrsbetriebe aus verschiedenen Epochen vorgeführt. Die Sammlung erstreckt sich inhaltlich auf Archivalen, Pläne und Fotografien, sowie Klein-Gegenstände aus dem Betrieb, nicht aber auf Fahrzeuge.

## Kooperationen
In Kooperation mit den Verkehrsbetrieben beteiligt sich das Museum an Präsentationen auf Großveranstaltungen. Der Trägerverein ist Mitglied in der Arbeitsgemeinschaft Historischer Nahverkehr.